# Daniel Rostén
Daniel Rostén, właściwie Daniel Hans Johan Rostén (ur. 26 kwietnia 1977 roku) – szwedzki wokalista black metalowy, znany przede wszystkim jako obecny wokalista zespołu Marduk. Dawniej grał w takich zespołach jak Funeral Mist czy Triumphator.

## Biografia

### Początki z muzyką (1994)
W 1994 Daniel dołączył do zespołu Funeral Mist, w którym grał na gitarze basowej. Później przejął też funkcje gitarzysty i wokalisty. Obie funkcje pełni do dziś. W 1997 roku dołączył do zespołu Triuphator, w którym przejął funkcje gitarzysty i wokalisty.

### Marduk (2004–nadal)
W 2004 roku dołączył do szwedzkiego zespołu black metalowego Marduk zastępując wieloletniego wokalistę Legiona. Pierwszym albumem nagranym z zespołem był Plague Angel wydany w 2004 roku. Przyjął w zespole pseudonim Mortuus. Od tego czasu nagrywa z zespołem płyty aż do dziś.

## Poza muzyką
Rostén poza muzyką jest także zawodowym grafikiem. Od dołączenia do Marduka niejednokrotnie odpowiada za okładki i oprawy graficzne albumów grupy

## Dyskografia[2]
Marduk (2004–nadal)
- Plague Angel (2004)
- Rom 5:12 (2007)
- Wormwood (2009)
- Serpent Sermon (2012)
- Frontschwein (2015)
- Viktoria (2018)

Funeral Mist (1994–nadal)
- Promo '95 (Demo) (1995)
- Darkness (Demo) (1995)
- Havoc Demo II '96 (1996)
- Devilry (EP) (1998)
- Salvation (2003)
- Maranatha (2009)
- Trisagon (kompilacja) (2013)
- Hekatomb (2018)
- Deiform (2019)

Triumphator (1997–nadal)
- The Ultimate Sacrifice (EP) (1999)
- Wings of Antichrist (1999)